# Blessed Are the Sick
Blessed Are the Sick ist das zweite Album der US-amerikanischen Death-Metal-Band Morbid Angel.

## Hintergrundinformationen
Das Album liegt stilistisch nahe am Vorgänger Altars of Madness beziehungsweise dem Nachfolger Covenant. Es war kommerziell sehr erfolgreich, Morbid Angel war zur Zeit der Veröffentlichung des Albums eine der meistverkaufenden Bands ihres Labels Earache Records. Das Cover des Albums ist das Bild Les Tresors de Satan des belgischen Malers und Okkultisten Jean Delville, das Artwork stammt von Martin Nesbitt. Die Musik zum Album stammte von Trey Azagthoth, lediglich das Instrumental Desolate Ways wurde von Richard Brunelle komponiert. Die Texte der Lieder schrieb David Vincent. Aufgenommen wurde das Album im Januar und Februar 1991 im Morrisound-Studio in Tampa, Florida.

## Titelliste
1. Intro – 1:27 (Azagthoth/Vincent)
2. Fall from Grace – 5:13 (Azagthoth/Vincent)
3. Brainstorm – 2:34 (Azagthoth/Vincent)
4. Rebel Lands – 2:41 (Azagthoth/Vincent)
5. Doomsday Celebration – 1:49 (Azagthoth)
6. Day of Suffering – 1:54 (Azagthoth/Vincent)
7. Blessed Are the Sick/Leading the Rats – 4:47 (Azagthoth/Vincent)
8. Thy Kingdom Come – 3:24 (Azagthoth/Vincent)
9. Unholy Blasphemies – 2:10 (Azagthoth/Vincent)
10. Abominations – 4:27 (Azagthoth)
11. Desolate Ways – 1:40 (Brunelle)
12. The Ancient Ones – 5:53 (Azagthoth)
13. In Remembrance – 1:25 (Azagthoth)

## Stil
Das Album ist dem Death Metal zuzuordnen. Die Lieder Nummer 8, 9, 10 und 12 sind neu aufgenommene Stücke des 1986 als Debütalbum aufgenommenen, dann verworfenen und 1991 offiziell veröffentlichten Abominations of Desolation. Fall from Grace entspricht stilistisch dem Vorgängeralbum, Brainstorm ist technischer, aber noch immer dem Stil der Band entsprechend. Das „überraschend melodisch[e]“ Rebel Lands mit seinen dominierenden Gitarrensoli wiederum weicht von diesem ab, und das Titelstück mit doom-metal-lastigen Passagen und Kirchenchor-Samples tendiert zu einem progressiven Stil. Laut Stewart Voegtlin von der Seite TheLeftHandPath.com ließ sich Azagthoth von Dave Lombardo inspirieren und erwähnte als Einflüsse zudem Wolfgang Amadeus Mozart und Johann Sebastian Bach; in Titeln wie Brainstorm und Thy Kingdom Come sieht er, vom Vorgängeralbum ausgehend, einen logischen Weg, was bedeute, die Band genieße es, auf Zehenspitzen zwischen mathematischer Präzision und als Waffe genutzter, viszeraler Hingabe.

## Veröffentlichungen
Das Album wurde im Mai 1991 als LP, CD und MC veröffentlicht. Daneben erschien eine auf 2.000 Stück limitierte Leder-Box mit fünf 7″-Singles. Im November 2002 veröffentlichte Earache eine auf 5.000 Stück limitierte Slipcase-Ausgabe mit dem Musikvideo zum Titelstück Blessed Are the Sick als Bonus. Ebenfalls Earache brachte im Sommer 2009 eine Picture Disc sowie eine DualDisc heraus, auf dessen DVD-Seite sich eine rund einstündige Dokumentation zum Album und zur Bandgeschichte befindet.

## Kritiken
Für den Metal Hammer schrieb der spätere Chefredakteur Robert Müller: "Wenn es eine Platte gibt, auf die die gesamte Death Metal-Szene gewartet hat, dann ist es wohl der (...) Nachfolger der legendären Altars Of Madness-LP." Für Müller seien Morbid Angel "nie besser" gewesen und das neue Album "enorm abwechslungsreich, auf technisch höchstem Niveau (...) in etwa die beste Death Metal-Platte des Jahres", wofür er 7 von 7 Punkten vergab.
Auch Frank Albrecht vom Rock-Hard-Magazin bezeichnete das Album als das vermutlich meisterwartete im Death Metal, das sich am Vorgänger messen lassen müsse. Das Album gefalle ihm, er könne jedoch nicht beantworten, ob die Band einen ebenbürtigen Nachfolger zu Altars of Madness veröffentlicht habe. Dem Album fehlen seiner Meinung nach einzig „Überhämmer“ wie Chapel of Ghouls oder Immortal Rites. Daher sei Blessed Are the Sick „eine sehr gute Scheibe, jedoch nicht der erwartete Überhammer geworden“. 2009 nahm das Magazin das Album in die Liste der „250 Black-Metal-Alben, die man kennen sollte“ auf. Auch die Seite TheLeftHandPath.com sieht das Album als essentiell an und nahm es in seinen Florida Death Metal Primer auf. Der Internetseite anus.com zufolge erklärt das Album die Death-Metal-Kultur und die von ihr transportierte Essenz auf überwältigende Art und Weise.